# Lucien De Muynck
Lucien De Muynck (Heule, 1 augustus 1931 - Duffel, 24 oktober 1999) was een Belgische atleet, die gespecialiseerd was in de 800 m. Hij vertegenwoordigde België op verschillende grote internationale wedstrijden. Eenmaal nam hij deel aan de Olympische Spelen, maar won hierbij geen medailles.

## Loopbaan
De Muynck maakte in 1952 op twintigjarige leeftijd zijn olympisch debuut op de Olympische Spelen van Helsinki. Hij nam hier deel aan de 800 m. Hij strandde er, net als zijn landgenoten Louis Desmet en Oscar Soetewey, die op hetzelfde onderdeel uitkwamen, in de voorrondes.
In 1954 werd De Muynck op de Europese kampioenschappen in Bern vice-kampioen op die afstand in een tijd van 1.47,3. In een zeer spannende finale, waarin het befaamde wereldrecord van de Duitser Rudolf Harbig uit 1939 van 1.46,6 beangstigend dicht werd benaderd, wist De Muynck in een uiterst scherpe eindsprint de Noor Audun Boysen en de Engelsman Derek Johnson te kloppen, maar de Hongaar Lajos Szentgáli bleef hem met 1.47,1 net voor. Boysen en Johnson kregen beiden 1.47,4 toegewezen, waarbij van dit tweetal de Noor aan het langste eind trok en de bronzen medaille veroverde.

## Persoonlijk record
| Onderdeel | Prestatie | Datum            | Plaats |
| --------- | --------- | ---------------- | ------ |
| 800 m     | 1.47,3    | 28 augustus 1954 | Bern   |

## Palmares

### 800 m
- 1952:  BK AC - 1.53,6
- 1952: 6e in reeks OS in Helsinki - 1.57,4
- 1953:  BK AC - 1.56,2
- 1954:  BK AC - 1.48,6
- 1954:  EK in Bern - 1.47,3
- 1955:  BK - 1.54,2

## Onderscheidingen
- 1954: Grote Ereprijs KBAB
- 1954: Gouden Spike